# Obergeckler

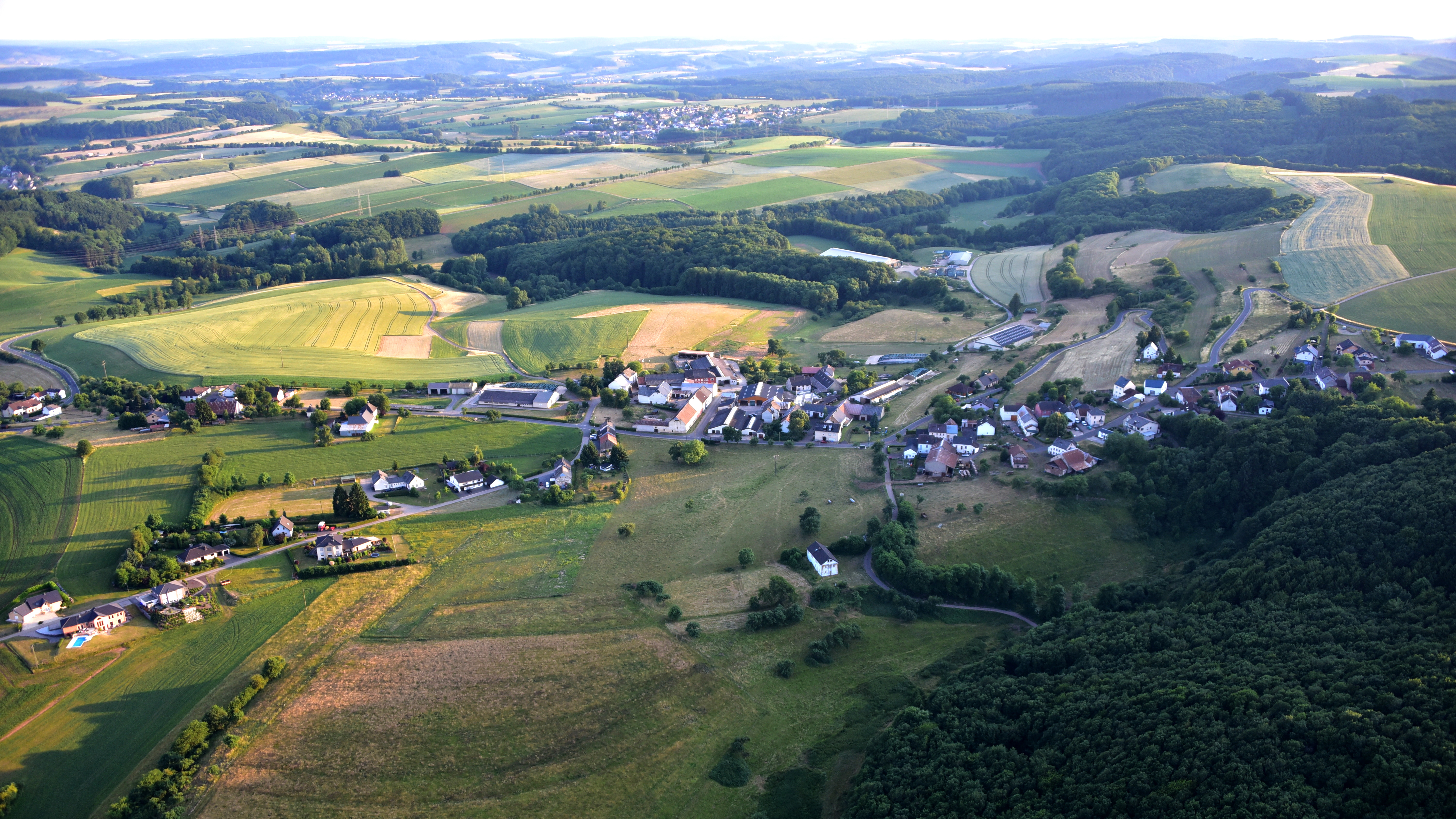
Obergeckler, Luftaufnahme (2017)

Obergeckler ist eine Ortsgemeinde im Eifelkreis Bitburg-Prüm in Rheinland-Pfalz. Sie gehört der Verbandsgemeinde Südeifel an.

## Geographie
Obergeckler liegt im Naturpark Südeifel und unmittelbar an der Bundesstraße 50 Bitburg–Diekirch unweit von Mettendorf.
Nachbarorte sind die Stadt Neuerburg im Norden, sowie die Ortsgemeinden Sinspelt im Osten, Mettendorf im Südosten, Lahr im Süden, Nasingen im Westen und Muxerath im Nordwesten.

## Geschichte
Bodenfunde aus der Vor- und Frühgeschichte liegen nicht vor. Es ist aber anzunehmen, dass der Ort im Jahre 1453 Jecklare genannt wurde und zu den Sachsensiedlungen gehörte, die um das Jahr 800 entstanden sind. Der Name Jecklare enthält wohl als Nachsilbe das Wort 'lar', was etwa Grasplatz, vielleicht auch Großhürde und wohl auch Siedlung bedeutet. Bis zum 11. und 12. Jahrhundert gehörte Obergeckler zum Bidgau, danach zur luxemburgischen Grafschaft Vianden und bestand aus 9 Stockgütern. Die Schreibweise im Jahr 1501 war Over Jecklair. Obergeckler war zeitweise Sitz einer Meierei (Verwaltungs- und Grundgerichtsbezirk).
Mit der Besetzung der Österreichischen Niederlande (1794), zu denen das Herzogtum Luxemburg gehörte, durch französische Revolutionstruppen wurde der Ort französisch und gehörte von 1795 bis 1814 zum Wälderdepartement. 1815 wurde das ehemals luxemburgische Gebiet östlich der Sauer und der Our auf dem Wiener Kongress dem Königreich Preußen zugeordnet. Damit kam Obergeckler 1816 zum Kreis Bitburg im Regierungsbezirk Trier und wurde zunächst von der Bürgermeisterei Lahr und später von der Bürgermeisterei Neuerburg verwaltet.
Nach dem Ersten Weltkrieg zeitweise französisch besetzt und nach dem Zweiten Weltkrieg der französischen Besatzungszone zugeordnet, ist der Ort seit 1946 Teil des damals neu gebildeten Landes Rheinland-Pfalz.
Im Jahr 2023 wurde zum zweiten Mal die Fusion von Ober- und Niedergeckler diskutiert.  Zum 1. Januar 2025 wurde Niedergeckler schließlich nach Obergeckler eingemeindet.
Statistik zur Einwohnerentwicklung
Die Entwicklung der Einwohnerzahl von Obergeckler, die Werte von 1871 bis 1987 beruhen auf Volkszählungen:
| Jahr | Einwohner |
| ---- | --------- |
| 1815 | 97        |
| 1835 | 186       |
| 1871 | 202       |
| 1905 | 226       |
| 1939 | 242       |
| 1950 | 228       |
| 1961 | 236       |

| Jahr | Einwohner |
| ---- | --------- |
| 1970 | 203       |
| 1987 | 165       |
| 1997 | 177       |
| 2005 | 167       |
| 2011 | 169       |
| 2017 | 164       |
| 2023 | 196       |

## Politik

### Gemeinderat
Der Gemeinderat in Obergeckler besteht aus sechs Ratsmitgliedern, die bei der Kommunalwahl am 9. Juni 2024 in einer Mehrheitswahl gewählt wurden, und dem ehrenamtlichen Ortsbürgermeister als Vorsitzendem.

### Bürgermeister
Josef Streit wurde am 26. August 2019 Ortsbürgermeister von Obergeckler. Da bei der Direktwahl am 26. Mai 2019 der einzige Bewerber keine ausreichende Mehrheit erreichte, und für die angesetzte Wiederholungswahl kein gültiger Wahlvorschlag eingereicht wurde, oblag die Neuwahl des Bürgermeisters dem Rat. Dieser entschied sich für Streit. Für die Direktwahl am 9. Juni 2024 wurde kein Wahlvorschlag eingereicht. Josef Streit wurde vom neu gewählten Rat am 5. August 2024 für weitere fünf Jahre in seinem Amt bestätigt.
Streits Vorgänger als Ortsbürgermeister waren Erich Richter und der 2013 tödlich verunglückte Arnold Thielen.

## Kultur und Sehenswürdigkeiten

### Bauwerke
- Katholische Privatkapelle von 1880 ⊙
- Über das Gemeindegebiet sind einige – teils sehr alte – Wegekreuze verteilt.

Siehe auch: Liste der Kulturdenkmäler in Obergeckler

### Grünflächen und Naherholung
- Reiten und Wandern auf markierten Wegen
- Obergeckler verfügt über ein Dorfgemeinschaftshaus und eine Dorfgaststätte

### Regelmäßige Veranstaltungen
- Jährliches Kirmes- bzw. Kirchweihfest wird am 3. Mai oder am darauffolgenden Wochenende gefeiert.
- Hüttenbrennen am ersten Wochenende nach Aschermittwoch (sogenannter Scheef-Sonntag)[14][15]
- Sommerfest der Freiwilligen Feuerwehr Ober- und Niedergeckler im August.

## Verkehr
Obergeckler liegt an der Kreisstraße K 63, die südlich des Ortes in die Bundesstraße 50 mündet.